# La Collectionneuse
La collectionneuse (br: A Colecionadora) é um filme francês do gênero drama e romance dirigido por Eric Rohmer e lançado no ano de 1967. Recebeu o Silver Bear Extraordinary Jury Prize no 17º Festival Internacional Cinema de Berlim (1967).
Primeiro longa-metragem colorido do diretor Eric Rohmer e quarto filme de seu conjunto de histórias Seis contos morais, embora tenha sido realizado dois anos antes do terceiro filme previsto, Ma nuit chez Maud (1969).

## Sinopse
O negociante de arte Adrien e o artista Daniel, homens jovens, desfrutam o ócio durante um verão na casa de um amigo, Rodolphe, em Saint-Tropez, na Riviera Francesa, obrigados a dividir o espaço com a jovem e livre Haydée, amiga do dono da casa. Mesmo desprezada e tida como fácil, a "colecionadora" atrai a ambos, e o trio ocupa seus dias sob o sol com leituras, conversas e jogos de sedução.

## Elenco
- Haydée Politoff como Haydée
- Patrick Bauchau como Adrien
- Daniel Pommereulle como Daniel
- Alain Jouffroy como interlocutor de Daniel
- Mijanou Bardot como Mijanou
- Annick Morice como Annick
- Denis Berry como Charlie
- Seymour Hertzberg como Sam